# Pearse Stadium
Pearse stadium è il principale stadio della Gaelic Athletic Association della contea di Galway, in Irlanda. 

## Storia
Lo stadio venne aperto il 16 giugno 1957 e 16000 persone accorsero a vedere la rappresentativa della contea battere Tipperary, per quanto riguarda l'Hurling e Kerry, per quanto riguarda il calcio gaelico e il vescovo Michael Browne benedire la struttura. L'area su cui lo stadio venne costruito per 34000 £ prende il nome di " The Boggers". L'area di 69000 m² venne offerta alla GAA dal segretario della città, Sean Gillan. La maggior parte della terra era davvero umida e acquitrinosa. In quel periodo, visto che era in corso l'abbassamento artificiale del letto del fiume Corrib, il materiale estratto venne impiegato per realizzare parte del terreno di gioco. Lo stadio ha ospitato grandi eventi sia sportivi che musicali, tuttavia cade in disuso negli anni novanta, per essere migliorato nel 2002 e riaperto al pubblico nel 2003. Grazie all'ampliamento avvenuto in tali anni, che ha portato la capienza a 34000 posti, lo stadio è diventato la sede delle finali del campionato di calcio gaelico della provincia del Connacht.
Negli ultimi anni l'impianto si è contraddistinto per avere ospitato concerti di famose star internazionali del calibro di Andrea Bocelli, Bryan Adams e Bob Dylan. Nel 2006 lo  stadio ha ospitato le International series tra Irlanda e Australia divenendo il primo impianto ad ospitare tale evento, dopo Croke Park.